# Чжецзянський університет
Чжецзянський університет розташований у місті Ханчжоу провінції Чжецзян на південному сході Китаю. 
Науково-дослідний комплексний університет у Китаї.
11 напрямів Чжецзянського університету охоплюють філософію, економіку, юриспруденцію, освіту, літературу, історію, наукові дослідження, техніку, сільське господарство, медицину, управління. 
Університет готує фахівців за 108 спеціальностями бакалаврату. В університеті працюють 8 тис. 700 викладачів і співробітників, навчаються 40 тис. студентів, у тому числі 9 тис. 700 аспірантів і 4 тис. 200 докторантів, 1 тис. іноземних студентів.

## Бібліотека
Загальна площа бібліотеки Чжецзянського університету, що знаходиться в шести містечках університету, складає 59 тис. квадратних метрів. У бібліотеці зберігається 5 млн. 910 тис. книг. Вона стала однією з найбільших комплексних університетських бібліотек за масштабом, кількістю книг і спеціалізацій. 